# Storz

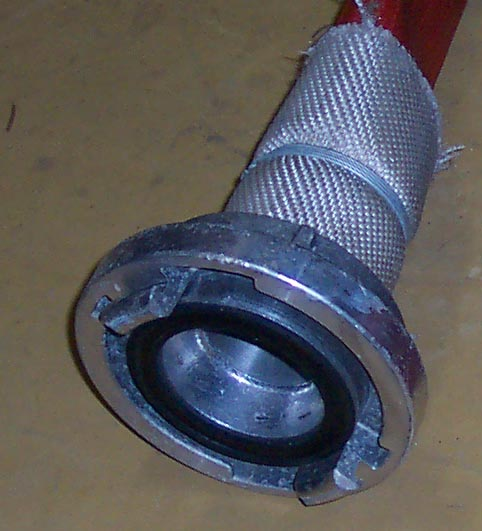
Conector Storz

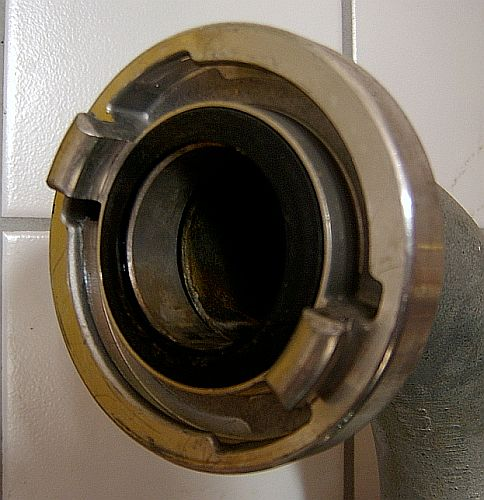
Union Storz

La conexión Storz es un tipo de acoplamiento rápido para mangueras,  inventado por Carl August Guido Storz en 1882 y patentada el 3 de enero de 1893.
Consiste en una conexión basada en ganchos y bridas. Se refiere a veces como un acoplamiento sin sexo, porque en lugar de tener un macho y hembra, cualquiera de los extremos idénticos puede estar unido a cualquier otro extremo del mismo diámetro. Esto también se llama conexión hermafrodita o de dos vías. Entre otros usos, se ha utilizado en las mangueras para extinción de incendios.